# Platja des Poal

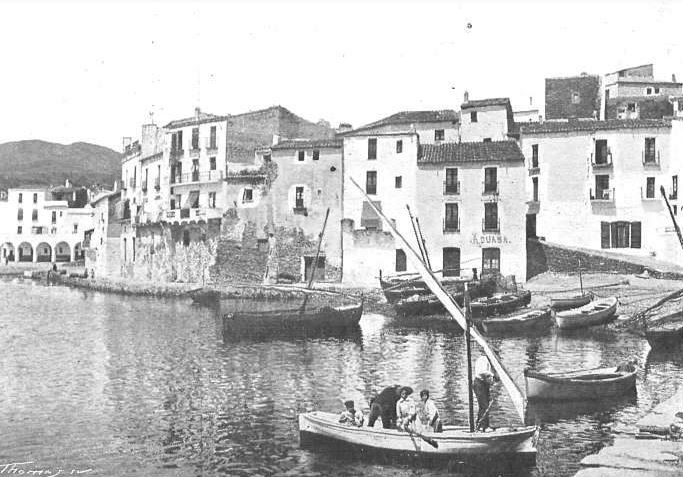
Platja des Poal el 1907

La platja des Poal és una platja urbana del municipi de Cadaqués (Alt Empordà) situada a la badia de Cadaqués, al centre del poble, entre la platja Gran i la platja des Pianc. Està delimitada pel carrer que recorre la costa de la península d'Oliguera. Té molt bones vistes de la població. Està orientada al sud, amb tendència a sud-oest, té una longitud de 30 m i una amplada mitjana de 10 m, formada per pedres i sorra gruixuda, amb un pendent d'entrada a l'aigua suau, i està protegida de l'onatge. Sol estar ocupada per barques de pescadors varades.
El nom Poal, que significa galleda, indica que en aquest indret es concentraven aigües pluvials procedents de la riera de l'Horta d'en Sagués.
A primera línia de mar, davant de la platja, hi ha l'Antiga farmàcia de Cadaqués i la Casa Serinyana des Poal, incloses en l'Inventari del Patrimoni Arquitectònic de Catalunya.